# Alsószentmárton
Alsoszentmarton (hongrois : Alsoszentmarton [ˈɒlʃoːsɛntmaːrton] ; croate : Semartin ; roumain : Sânmarta de Jos ; romani : Senmarto) est une localité hongroise située dans le comitat de Baranya.

## Site et localisation

### Topographie et hydrographie
Alsószentmárton est située sur la plaine alluviale de la Drave, à seulement 3 kilomètres de la frontière croate, dont une courte section coïncide avec la limite sud de la localité.

### Climat
En 2013, Alsószentmárton enregistra la plus forte pluviométrie annuelle de Hongrie, avec 1 083,1 mm de précipitations.

## Histoire
Alsószentmárton est mentionnée pour la première fois en 1332, sous le nom de S. Martino, dans des documents historiques. La localité abritait autrefois l'abbaye de Vaskaszentmárton, dont il ne reste aujourd'hui aucune trace.
Au XVIIIe siècle, le village était connu sous le nom de Drávaszentmárton et faisait partie des possessions de la famille Esterházy, avant de passer sous le contrôle de l'abbaye de Vaka.
Jusqu'à la seconde moitié du XXe siècle, la localité était principalement habitée par des Šokci, une communauté croate implantée dans la région de la Drave. Cependant, après le Traité de Trianon et surtout après la Seconde Guerre mondiale, de nombreux habitants émigrèrent en Yougoslavie, entraînant une transformation progressive de la structure ethnique du village.
Vers 1980, Alsószentmárton devint majoritairement une localité rom. Ses habitants roms appartiennent au sous-groupe des Beás, également appelés Teknős ou Teknővájó cigányok (« Roms vanniers »). Leur langue est un dialecte archaïque du roumain, témoignant de leurs origines historiques.

## Population

### Tendances sociologiques
À partir des années 2010, la commune figura régulièrement parmi les villages les plus pauvres du pays. Selon les statistiques de décembre 2017, le taux de chômage y atteignait 27,3 %. En 2019, Alsószentmárton fut désignée comme l'un des sites pilotes de la stratégie d'intégration des Roms, développée selon le modèle de l'Ordre de Malte hongrois.

### Minorités culturelles et religieuses
Lors du recensement de 2011, 97,6 % des habitants d'Alsószentmárton s'identifiaient comme Hongrois, tandis que 98,6 % se déclaraient Roms (les identités multiples pouvant faire dépasser le total de 100 %). En matière de religion, la population était largement catholique romaine (95,2 %), tandis que 1,7 % des habitants se déclaraient sans confession et 2,9 % n'ont pas répondu.
En 2022, la proportion de Hongrois était de 93,8 %, tandis que 77,9 % des habitants s'identifiaient comme Roms. On recensait également de petites minorités : 0,4 % Croates, 0,3 % Bulgare, 0,2 % Polonais, et 0,1 % Grecs, Roumains, Ukrainiens et Serbes. 4,9 % des habitants n'ont pas souhaité répondre à cette question.
Concernant la religion, 89,1 % des habitants se déclaraient catholiques romains, 0,8 % grecs-catholiques, 0,1 % réformés, 0,1 % affiliés à une autre confession chrétienne, et 1,2 % à une autre branche du catholicisme. 1,1 % des habitants se déclaraient sans appartenance religieuse, tandis que 7,2 % n'ont pas répondu.

## Équipements

### Réseaux extra-urbains
Alsószentmárton est uniquement accessible par la route 5709, reliant Kistapolca et Matty. Son hameau extérieur, Gyűrűspuszta, situé à environ 3 kilomètres au sud-ouest du centre, est accessible uniquement depuis Matty, via une route secondaire (57 123) qui se branche sur la route 5712, en passant par Keselyőspuszta.

## Patrimoine urbain
L'église catholique romaine Saint-Martin a été construite en 1797 dans un style baroque. À l'origine, elle servait de lieu de culte à la communauté croate (Šokci) qui habitait le village. L'édifice a été rénové en 2015, préservant ainsi son importance historique et architecturale.
Le lac Hótedra, un étang de pêche, constitue un site naturel apprécié des habitants et des visiteurs.